# Цистуг
Цистуг (Cistugo) — рід лиликуватих ссавців ряду рукокрилі. Типовий вид: Cistugo seabrae. Обидва види цього роду історично були включені в рід Myotis (родина Лиликові (Vespertilionidae)), але молекулярні дослідження показують, що рід відрізняється від всіх інших лиликових, а насправді досить самобутній для розміщення у своїй власній родині, Cistugidae. Етимології роду Cistugo не була описана Томасом.

## Морфологія
Голова і тіло довжиною 40—47 мм, хвіст довжиною 40—43 мм, передпліччя довжиною 32—35 мм. Забарвлення C. seabrae від жовтувато-коричневого до темно-сірого. Забарвлення C. lesueuri жовтувато-коричневе зверху й жовтувато-біле знизу.

## Поведінка
Комахоїдні. Обидва види починають літати незабаром після заходу сонця й мають прямий характер польоту, але можуть знажуватись й облітати навколо дерев та кущі. 

## Систематика
- надродина Vespertilionoidea
  - родина Vespertilionidae ...
  - родина Miniopteridae ...
  - родина Molossidae ...
  - родина Natalidae ...
  - родина Cistugidae
    - рід Cistugo
      - вид Cistugo lesueuri
      - вид Cistugo seabrae